# Carona (Zwitserland)
Carona is een plaats in Zwitserland en behoort tot het kanton Ticino.
De plaats ligt op een terras boven het Meer van Lugano, ten zuiden van de berg Monte San Salvatore. Het dorpscentrum is goed bewaard gebleven en telt enkele oude kerken en statige huizen. De belangrijkste kerk is de romaanse Chiesa San Giorgio. Dit bouwwerk, met zijn achthoekige koepel, heeft een wit interieur en 16de-eeuwse fresco's van Domenico Pezzi. Bij Carona ligt een grote botanische tuin, het Parco San Grato, met een oppervlakte van 62.000 km².